# 松田亮治
松田 亮治（まつだ りょうじ、1982年8月26日 - ）は、日本の歌手。神奈川県横須賀市出身。血液型A型。元東芝EMI・RESERVOIR RECORDS・Reservotion Records所属。
別名:ブルージー松田
現在は歌手活動をセーブし、都内にある飲食店オーナー。

## 略歴
- 11歳の時、Boyz Ⅱ Menの「End of the road」を聴いてコーラスワークに衝撃を受けたのが歌手になろうと思ったきっかけ。
- 16歳の時よりバンド活動を始めるも、なかなか自分のやりたい音楽が出来ず、苦悩する。
- 2004年、バンド活動をやめ、ソロとしてアマチュアで活動するようになる。
- 2005年夏、横浜市伊勢佐木長者町のライブハウス“FRIDAY”においてマンスリーライブを行うようになる。このことが現在の事務所の関係者の耳に入ったことでデビューへのきっかけとなる。
- 2005年10月19日、東芝EMIのインディーズレーベル・Reservotion Recordsより、横須賀市と横浜市限定発売のシングル「夢の中／My Girl」にてCDデビュー。
- 2006年2月15日、東芝EMI・RESERVOIR RECORDSより、シングル「くつずれ」にてメジャーデビュー。デビュー以降はライブを精力的に行っており、佐藤竹善やより子のライブに参加したりなどする。
- 2006年6月21日、2ndシングル「とおり雨」をリリース。リリースを記念して初のワンマンライブを行う。
- 2006年7月8日、地元横浜で初のワンマンライヴ「Yo.ur. Soul 2006 in AkaRenga Warehouse」に赤レンガ倉庫1号館3Fホールで行う。
- 2006年11月15日、1stアルバム「RyozyRyozy」をリリース。発売日にタワーレコード横浜元町店の一日店長を務める。
- 2006年12月、初の全国ツアー「Ryozy Mazda〜Yo.ur. Soul 2006 Tour〜」を行う。全国5箇所で公演を行う。
- 2006年12月、TBS系ドラマ「笑える恋はしたくない」に出演（宅急便「幸せ急便」のアルバイト・雄介役）。俳優としてもデビュー。

## 人物
曲のポリシーは「ヨコスカアーバンソウル」。横須賀の「都会になりきれない都会さ」が好きだという。
筋トレが趣味であり、自身のCDジャケット写真などでは筋肉を強調したものが多い。

## 作品

### シングル
|              | 発売日         | タイトル        |                                                                                                   |
| インディーズ |                |                 |                                                                                                   |
|              | 2001年12月21日 | As you are...   | - c/w「さまよう衛星の下で」「レイニー・ステイション」                                             |
|              | 2005年10月19日 | 夢の中／My Girl |                                                                                                   |
| メジャー     |                |                 |                                                                                                   |
| 1st          | 2006年2月15日  | くつずれ        | - TBS系アニメ「BLACK CAT」エンディングテーマ - c/w「湿性の迷路」｢Superstar｣                       |
| 2nd          | 2006年6月21日  | とおり雨        | - 日本テレビ系「THE・サンデー」エンディングテーマ - c/w「Your Everything」「You've got a friend」 |

### アルバム
- 1st ｢RyozyRyozy｣（2006年11月15日）

1. 予感
  - テレビ東京系ドラマ24「クピドの悪戯 虹玉」オープニングテーマ／tvk「オンガクのDNA〜edit」11月度エンディングテーマ／tvk「ハマランチョ」12月度エンディングテーマ
2. とおり雨
3. Chapter II
4. E-Love
  - tvk「クルマのツボ」12月度、1月度エンディングテーマ
5. By your side
6. Suspicious
7. 湿性の迷路
8. いつものように
9. スクランブル
10. I wanna thank you
11. くつずれ
12. 夢の中

### フィーチャリング
| 発売日        | 曲名                            | 収録作品                                                   |
| 2007年1月17日 | SUPERSTAR with 松田亮治         | 佐藤竹善&フレンズ 「introducing CROSS YOUR FINGERS Vol.2」 |
| 2008年3月5日  | Tomorrow (Better You Better Me) | PROOF SOUL PROJECT ｢SOUL'N BOSSA｣                          |
|               | I Believe I Can Fly             | PROOF SOUL PROJECT ｢SOUL'N BOSSA｣                          |

## 出演

### テレビドラマ
- 笑える恋はしたくない（2006年12月、TBS）宅急便「幸せ急便」のアルバイト・雄介 役

### ラジオ
- 松田亮治のDANDANじゅわっとMusic（2011年10月4日 - 2012年9月25日、FMブルー湘南）